# Пакярада, Леарт
Леарт Шукри Пакярада (алб. Leart Shukri Paqarada; 8 октября 1994 года, Бремен) — косоварский и немецкий футболист, защитник немецкого клуба «Кёльн» и сборной Косова.

## Клубная карьера
Леарт Пакярада начинал заниматься футболом в клубе «Вердер» из его родного города Бремен. В 2003 году он присоединился к леверкузенскому «Байеру». 12 августа 2012 года он дебютировал за «Байер» в Бундеслиге для игроков до 19 лет. 17 ноября того же года Пакярада впервые вышел на поле в составе резервной команды клуба в рамках Региональной лиги «Запад».
В июле 2014 года Пакярада перешёл в клуб Второй Бундеслиги «Зандхаузен». 10 августа 2014 года дебютировал во Второй Бундеслиге в матче с «Кайзерслатерном» (1:1), отыграл все 90 минут и на 84-й минуте получил жёлтую карточку.
2 августа 2020 года Пакярада подписал трёхлетний контракт с «Санкт-Паули». 

## Карьера в сборной
7 сентября 2014 года Леарт Пакярада дебютировал за сборную Косова в товарищеском матче против сборной Омана, выйдя в стартовом составе команды.

## Статистика выступлений

### В сборной
| Матчи и голы Леарта Пакярады за сборную Косова | Матчи и голы Леарта Пакярады за сборную Косова | Матчи и голы Леарта Пакярады за сборную Косова   | Матчи и голы Леарта Пакярады за сборную Косова | Матчи и голы Леарта Пакярады за сборную Косова | Матчи и голы Леарта Пакярады за сборную Косова | Матчи и голы Леарта Пакярады за сборную Косова |
| №                                              | Дата                                           | Место проведения                                 | Соперник                                       | Счёт                                           | Голы                                           | Соревнование                                   |
| ---------------------------------------------- | ---------------------------------------------- | ------------------------------------------------ | ---------------------------------------------- | ---------------------------------------------- | ---------------------------------------------- | ---------------------------------------------- |
| 1                                              | 7 сентября 2014                                | Городской стадион, Приштина                      | Оман                                           | 1:0                                            | —                                              | Товарищеский матч                              |
| 2                                              | 10 октября 2015                                | Городской стадион, Приштина                      | Экваториальная Гвинея                          | 2:0                                            | —                                              | Товарищеский матч                              |
| 3                                              | 13 ноября 2015                                 | Городской стадион, Приштина                      | Албания                                        | 2:2                                            | —                                              | Товарищеский матч                              |
| 4                                              | 3 июня 2016                                    | Фольксбанк Штадион Франкфурт, Франкфурт-на-Майне | Фареры                                         | 2:0                                            | —                                              | Товарищеский матч                              |
| 5                                              | 5 сентября 2016                                | Веритас, Турку                                   | Финляндия                                      | 1:1                                            | —                                              | Квалификация ЧМ 2018                           |
| 6                                              | 6 октября 2016                                 | Лоро Боричи, Шкодер                              | Хорватия                                       | 0:6                                            | —                                              | Квалификация ЧМ 2018                           |
| 7                                              | 9 октября 2016                                 | Стадион Краковии, Краков                         | Украина                                        | 0:3                                            | —                                              | Квалификация ЧМ 2018                           |
| 8                                              | 2 сентября 2017                                | Максимир, Загреб                                 | Хорватия                                       | 0:1                                            | —                                              | Квалификация ЧМ 2018                           |
| 9                                              | 5 сентября 2017                                | Лоро Боричи, Шкодер                              | Финляндия                                      | 0:1                                            | —                                              | Квалификация ЧМ 2018                           |
| 10                                             | 6 октября 2017                                 | Лоро Боричи, Шкодер                              | Украина                                        | 0:2                                            | —                                              | Квалификация ЧМ 2018                           |
| 11                                             | 9 октября 2017                                 | Лаугардалсвёллур, Рейкьявик                      | Исландия                                       | 0:2                                            | —                                              | Квалификация ЧМ 2018                           |
| 12                                             | 24 марта 2018                                  | Жан Роллан, Франконвиль                          | Мадагаскар                                     | 1:0                                            | —                                              | Товарищеский матч                              |
| 13                                             | 27 марта 2018                                  | Жан Роллан, Франконвиль                          | Буркина-Фасо                                   | 2:0                                            | 1                                              | Товарищеский матч                              |

Итого: 13 матчей / 1 гол; eu-football.info.